# Урбан VI
Урба́н VI (лат. Urbanus PP. VI; Urbanus Sextus, в миру — Бартоломео Приньяно, итал. Bartolommeo Prignano; 1318, Неаполь— 15 октября 1389) — папа римский с 8 апреля 1378 года по 15 октября 1389 года.
Последний папа римский, избранный не из кардиналов. Известен своим деспотическим характером, вынудившим кардиналов через несколько месяцев избрать антипапу, что положило начало Великому западному расколу.

## Биография
Родился в Неаполе в 1318 году, где стал набожным монахом и учёным казуистом, получившим образование в Авиньоне. 21 марта 1364 года он стал архиепископом Ачеренцы и епископом Матеры (Неаполитанское королевство). В 1377 году он стал архиепископом Бари.

### Избрание и начало правления
В 1378 году после смерти Григория XI, который вернулся в Рим, положив конец авиньонскому пленению, римский народ стал требовать папу итальянского происхождения, подозревая, что папа-француз может вновь перенести свою резиденцию в Авиньон.
Конклав в замке Святого Ангела, на который прибыли 16 из 23 кардиналов, закончился 8 апреля 1378 года. Конклав происходил в крайне напряжённой ситуации. Это был первый конклав на территории Рима практически за век, со времён начала Авиньонского пленения, и римляне крайне агрессивно восприняли попытку курии покинуть город всего через полтора года после возвращения только что усопшего папы Григория. Все ворота города были заперты, а улицы наполнились вооружённым народом. Народ требовал папу родом из Рима, на крайний случай, хотя бы итальянца, но ни в коем случае не француза. Из 16 кардиналов, находившихся в Риме в тот момент, итальянцами были четверо, 11 — французами и 1 — испанцем.
В число итальянцев входил кардинал Орсини, который был слишком молод для Святого Престола, и Тебальдески, который был слишком стар, два оставшихся итальянца были не римлянами — Корсини из Флоренции, а Симоне да Борсано из Милана. 
Из 11 французов шестеро были из провинции Лимож (большинство родственников покойного Григория), и они желали папу опять из их родной области; четверо других, возглавляемых пятым, Робертом Женевским, формировали т. н. Галльскую партию, слышать об этом не желали. Выбрать римлянина Тебальдески было для них немыслимо, так как это значило бы прогнуться перед римской толпой, флорентиец происходил из города, который был под интердиктом, а Орсини был слишком юн.
В конце концов, выбор был остановлен на архиепископе Бари, родом из Перуджи, и Бартоломео Приньяно стал папой. За него проголосовали все, кроме кардинала Орсини и архиепископа Флоренции. В тот момент выбор казался мудрым — Приньяно имел твёрдый характер, деловую хватку и был популярен среди римлян, а также живал в Авиньоне, что вселяло во многих тайную надежду, что тот, кто жил в этом роскошном куртуазном городе, не сможет остаться в Риме, полном разрухи. Сам архиепископ Бари не присутствовал на конклаве, и ему был послан гонец с новостями о его избрании, после чего он быстро приехал в Ватикан. Каким-то образом слухи о том, что выбор сделан, просочился за стены конклава. Но народ не узнал имя, и ошибочно решил, что выбор сделан в пользу Тебальдески. И в то время, как одни радостно отправились громить его дом (традиция), другие вломились в помещение, где заседал конклав, с воплем «У нас папа римлянин!». Кардиналы не стали выводить их из заблуждения, испугавшись, что могут пострадать от толпы, и постарались поскорей скрыться, чтобы не отвечать перед толпой за то, что они выбрали не римлянина, а креатуру Неаполитанской королевы.
Путаницу не могли прояснить целых два дня, и когда стало ясно, кто выбран папой, в толпе кричали «Не римлянин? Смерть предателям!». В Ватикане в итоге остались только Тебальдески, который был слишком стар, чтобы сбежать, и новоизбранный папа, который находился в самых дальних покоях. Когда выяснилось, кто именно был избран, нескольких кардиналов всё же нашли и приволокли в Ватикан, но у них хватило мужества повторить, что Урбан был избран должным образом. Наконец, 18 апреля 1378 года в присутствии всех легатов, которые согласились приехать, преподнесли корону Урбану. Этот обычай (причём папа должен был сидеть на троне перед Собором Святого Петра, а затем проследовать в процессии в Латеранскую базилику), именно со времён Урбана VI стал традиционным. В предыдущий раз такая процессия из Латеранской базилики в собор Святого Петра проходила ещё в 769 году под предводительством папы Стефана IV, так что об этой традиции практически забыли.
10 апреля 1378 года новый папа был коронован и кардиналы-выборщики выразили ему почтение, как законно избранному папе. Приньяно взял имя Урбана VI. Он стал последним папой, избранным не из числа коллегии кардиналов.
Хотя папская коронация была проведена со скрупулёзной аккуратностью, дабы не возникло ни малейшего вопроса в её легитимности, французы не были довольны, упустив понтификат из своих рук, и немедленно принялись строить заговоры против нового папы. Урбан не сделал ничего, чтобы помочь себе — в то время как кардиналы ожидали от него податливости и послушания, он продемонстрировал им высокомерие и гнев. Современники считали, что власть чрезмерно вскружила ему голову.

Герб Урбана VI — в золотом поле лазоревый орел

Урбан VI начал своё правление с автократических мер, направленных против кардиналов и куриальных сановников неитальянской национальности. Вспыльчивый характер папы и его неуклюжие начинания вызывали всеобщее недовольство. Уже к осени 1378 года папа восстановил против себя почти всех кардиналов.
Сразу же после своего избрания Урбан стал настаивать, чтобы курия и кардиналы прекратили получать подарки, пенсии и взятки; он осуждал роскошь их жизни и умножение имущества. Кроме того, он отказался перенести резиденцию обратно в Авиньон, как бы ни звал его Карл V Французский, и по подозрению в измене лишил духовного сана ряд лиц.

### Характер Урбана
До того, как стать папой, он обладал репутацией скромного и умеренного человека, даже аскета; разбирающегося в деловом управлении — за то время, пока был вице-канцлером; а также любителя учиться — «человек учёный, ревностный в вере, крутой воли и неподкупной нравственности». Согласно сообщениям Кристофоро ди Пьяченца, при нём не было обширной семьи — что было нетипичным в эпоху непотизма (хотя известно, что четыре его племянника стали кардиналами, и одного из них он хотел поставить во главе Неаполя). Но его огромные недостатки сводили на нет его добродетели. Людвиг фон Пастор так характеризует его личность: «Ему недоставало христианской кротости и милосердия. Его натура была деспотичной и чрезмерно жестокой, подчас неразумно; и в тот день, когда он принимал решения по главному вопросу того времени — церковной реформе, последствия оказались катастрофическими». Лудовико Антонио Муратори писал о нём, что «он был бы из людей своего времени наиболее достоин стать Папой…, если бы он не был Папой».
Перед своей смертью в 1380 году Екатерина Сиенская, призванная им в Рим ради своей поддержки, тщетно пыталась сдержать вспыльчивость и грубость Урбана VI. Она поддерживала его своим авторитетом, писала письма в его поддержку видным персонам и рекомендовала ему политическую линию, но не могла закрывать глаза на его характер, безуспешно пытаясь смягчить его поведение, как это видно из её писем:

Молю вас, святейший отец, о том, чтобы вы, как начали, так и впредь продолжали часто с ними совещаться, с благоразумием привязывая их к себе узами любви. И поэтому я прошу вас, чтобы вы приняли с возможной приветливостью то, что они заявят вам по окончании народного собрания, и указали им то, что по усмотрению вашего святейшества необходимо сделать. Простите меня, любовь заставляет меня говорить то, чего, может быть, и нет надобности говорить. Ибо я знаю, что вам должно быть известно свойство римских сынов ваших, которых можно привлечь и привязать мягкостью более, чем какою-либо иной силой или резкими словами. (…) Прошу вас смиренно, наблюдайте благоразумно за тем, чтобы всегда обещать только то, что вы сможете исполнить, чтобы из этого не вышли потом вред, стыд и смута. (..) Смягчите немного ради любви к распятому Христу эти пылкие порывы, которые вам внушает природа! Святой добродетелью оттолкните природу. Господь дал вам сердце великое по плоти, потому я прошу вас и желаю, чтобы вы устремились исполниться его мощи духовной, ибо без последней ваше природное сердце окажется немощным и приведёт разве лишь к движениям гнева и высокомерия.

В день Рождества она с тонким намеком подарила норовистому понтифику пять апельсинов, наполненных вареньем и изготовленных по старинному сиенскому рецепту. Воспользовавшись случаем, она объяснила Папе (П. 346), что фрукт по природе горький может наполниться сладостью, чтобы его вкус соответствовал его золотистой кожуре:
“Апельсин сам по себе кажется горьким и терпким, но если извлечь из него то, что внутри, и замочить его, то вода отобьет горечь; потом его наполняют вещами приятными, а снаружи покрывают золотом… Так вот, со сладостью, святейший Отец, мы принесем плод без неприятной горечи”.
Усопшему папе Григорию XI сложно было бы найти более контрастного преемника. Урбан, родившийся от неаполитанца-отца и матери-тосканки, был низеньким, крепко сбитым и смуглым, с яростными чёрными глазами, необаятельный и бесцеремонный, но его целомудрие и аскетизм, ставшие известными за то время, пока он жил в Авиньоне, выделяли его из прочих прелатов. Его восхождение на папский престол было встречено большими надеждами. Но Урбан относился к тем людям, которые хороши на подчинённых позициях, но сразу портятся, становясь начальником. В нём, как писали современники, полностью воплотилась поговорка «никто так не кичится, как низкий человек, неожиданно поднятый к власти». Никогда человек не пытался делать правильные вещи столь ошибочными способами, и осознание своих благих намерений ослепляло его и вело к столь неправильным методам, в то время как его ощущение себя духовной главой всего христианского мира заставляло его смотреть на оппозицию, как на святотатство. «Дело было не в том, что он делал, а в том, как он это делал», объяснял один посол, когда его спросили, каким образом Урбан умудрился нажить столько врагов.
Одной из важных его ошибок было то, что он не признал долги понтифика, сделанные Григорием XI, и превратил из кредиторов во врагов таких могущественных людей, как, например, граф ди Фонди, губернатор Кампаньи. Кроме того, Урбан с пренебрежением принял послов королевы Джованны Неаполитанской, той самой, которая долгое время была его покровительницей. Теперь, оказавшись монархом более высокопоставленным, он стал относиться к ней с надменностью, вызванной, в частности, тем, что она была всего лишь женщиной, и тем, что она взяла себе уже четвёртого мужа (Отто Брауншвейгского).

### Раскол церкви

Италия, 15 век

Разорённое состояние Рима дало кардиналам повод покинуть его и уехать в свои дома в Ананьи, обустроенные ими во времена его предшественников. Оттуда им было удобно переписываться с Неаполем и графом ди Фонди; вдобавок туда же приехал архиепископ Арля, привезя с собой папскую тиару и другие сокровища понтификов. Урбан приказал его арестовать и призвал кардиналов присоединиться к нему в Тиволи. Он угрожал им создать дополнительные кардинальские шапки, разумеется, для итальянцев. Таких мест он создал 24 (ещё 4 отказались от такой «чести»), а также конфисковал в пользу церкви ряд земель, что дало ему средства для войны.
Кардиналы были необыкновенно оскорблены поведением Урбана. Пять месяцев спустя после предыдущего конклава большинство кардиналов-выборщиков (13 французов и примкнувшие к ним 3 итальянца), собрались в Ананьи (в этом городе провёл свои последние месяцы предыдущий папа, и поэтому у кардиналов там было много имущества и инфраструктура) и, безуспешно пригласив Урбана, который не приехал, 9 августа опубликовали манифест, в котором аннулировали решение предыдущего собрания (под предлогом, что они испытывали давление народа). За манифестом последовало письмо (20 августа) отсутствующим итальянским кардиналам, в котором объявили, что папский престол пустует — Sede Vacante. Затем кардиналы в Ананьи объявили Урбана незаконно избранным («конклаву угрожали»), апостатом и антихристом, и 20 сентября 1378 года приступили к процедуре избрания нового папы, которым оказался не кто иной, как Роберт Женевский, принявший имя Климент VII. Три итальянских кардинала, которые были присланы для переговоров, предпочли сохранить нейтральность, ожидая, чем все кончится; четвёртый, ди Луна, стал перебежчиком, а позже сам станет антипапой Бенедиктом XIII.
Оба папы предали друг друга анафеме, сделав, таким образом, церковный раскол свершившимся фактом. Раскол Западной церкви позднее получил название Великой схизмы и продолжался несколько десятилетий. Когда началась Великая схизма, христианский Запад разделился на два лагеря, причем причины предпочтения Урбана или антипапы зависели больше от политики, чем от религии. Испания, Савойя и некоторые германские принцы стояли за антипапу, Франция колебалась и порой принимала нейтральную сторону, Шотландия естественно встала на позицию, противоположную английской, то есть против Урбана. Законность Урбана VI была признана Священной Римской империей, Венгрией, Польшей, скандинавскими странами и Англией; Климента поддерживали Франция, Шотландия, Неаполь, Сицилия и страны Пиренейского полуострова.
Урбан VI сам писал об этой эпохе: «Жестокий и губительный недуг переживает церковь, потому что её собственные сыны разрывают ей грудь змеиными зубами».
В булле от 13 декабря 1378 года Урбан VI решился просить о духовной помощи всех верных, и Екатерина Сиенская разослала буллу со своим сопроводительным письмом всем лицам, обладавшим духовным авторитетом, которых она знала, прося их выступить открыто единым фронтом в защиту Урбана VI. Историки говорят, что Екатерина фактически «заставила мир признать Папу Урбана VI».

### Нападение антипапы на город
В Риме папа Урбан жил в Санта Мария ин Трестевере, потому что Ватикан находился опасно близко от замка Святого Ангела, который контролировал французский гарнизон, то есть сторонники антипапы. Город находился под угрозой.
Почти у ворот Рима стояли солдаты Джованни и Ринальдо Орсини, а также графа ди Конти, которые сражались в поддержку Клемента против его родного брата, который занял возвышенность Сермонета, а также Норму и Нинфу, которые принадлежали одному из его кузенов. Стены города плохо оборонялись, а защищать требовалось 13 ворот. Кампанию  разоряли дикие бретонские наемники, когда-то приглашённые Григорием XI для усмирения Романьи, а теперь вовлечённые в войну против его преемника. Другим противником был герцог Людовик I Анжуйский, брат французского короля, который возглавил поход против Урбана. Антипапа Климент рассчитывал войти в Рим и взять под контроль Замок Святого Ангела благодаря поддержке его французского командира. Враги прибывали со всех сторон, и поспешная вылазка, предпринятая римлянами, привела к поражению. Многие из горожан были оставлены мертвыми на берегах Анио, перерезанные бретонцами как овцы.

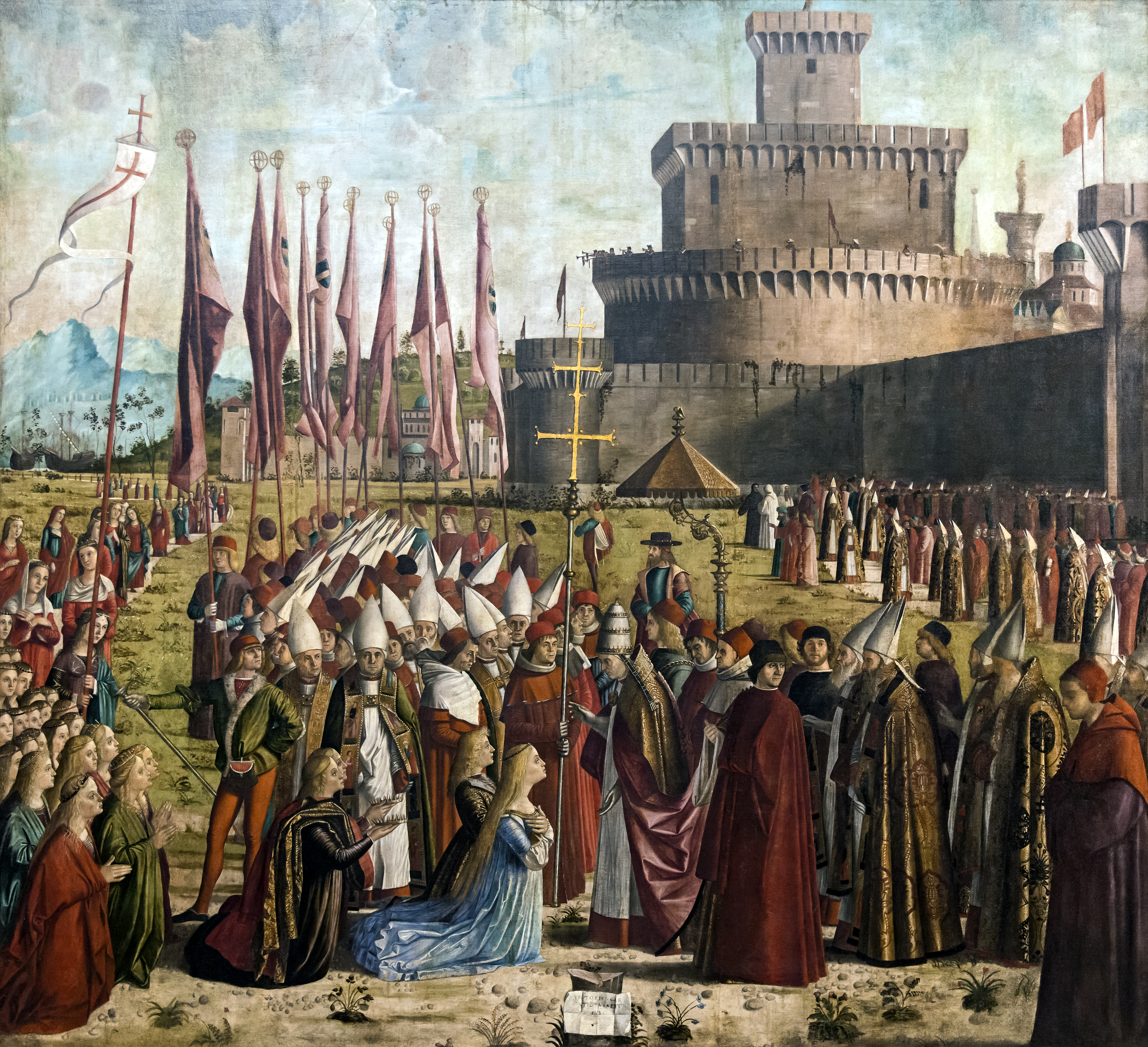
Замок Святого Ангела на картине Витторе Карпаччо («Святая Урсула преклоняет колени перед папой римским»)

То, что могло ожидать Рим, продемонстрировал случай, когда бретонцы прорвались через одни из ворот, и прорвались к Капитолию, где в тот момент собрались безоружными многие Бандереси и другие представители городской знати, которые все были хладнокровно перерезаны. После этого бретонцы отошли обратно, оставив сцену чудовищного кровопролития, которая вызвала у римлян такую ярость, что по слепой логике толпы римляне вырезали в отместку вообще всех иностранцев, даже преданных Урбану английских священников. Чтобы противостоять врагам Урбан нанял отряд наёмников, который возглавил Альберик ди Барбиано. Отряд получил имя Компанья ди Сан Джорджо, и в следующем веке он станет знаменит как школа военной дисциплины, давшая великих генералов. Вначале их было немного, затем отряд вырос до четырёхсот человек, и все они были итальянцами.
Они разбили бретонцев наголову, и Урбан сделал рыцарем их предводителя и дал ему флаг с девизом «Освободить Италию от варваров!» Эта победа была воспринята как национальный праздник — впервые итальянские солдаты, воюющие за итальянского государя, встретили и разбили банду иноземцев. Благодаря этим новостям у итальянцев снова проснулась гордость. Победа при Марино не только освободила Рим от страха перед бретонцами, но и заставила Климента в страхе бежать в Гаэту от Компаньи де Сент Джорджо. Он бежал в Неаполь, чья королева гостеприимно приняла его в прекрасном замке. Неаполитанцы, однако, кричали «Да здравствует папа Урбан!» и подняли такую смуту, что Климент в страхе скрылся на своем корабле и отплыл в Авиньон. Там он торжественно водрузил себе на голову папскую тиару, которую архиепископ Арльский привез ему из Рима. Кардиналы, находившиеся в Авиньоне, сразу же признали его настоящим папой, также как и французский король. Таким образом, надежда, что Карл V поддержит Урбана, исчезла.
Но Замок Святого Ангела всё ещё продолжал сопротивляться, и Урбану настоятельно требовалось взять его под контроль. Командир гарнизона, услышав новости о новой победе Урбана при Марино, в 13 милях от Рима, предпочёл вступить в переговоры и сдать замок в апреле 1379 года. Когда последний французский солдат покинул стены Замка, разгорячённая толпа ворвалась в крепость, которую так долго осаждала, и в ярости разгромила её, так что бывший мавзолей Адриана с тех пор долгие годы оставался в ужасном состоянии. Из Рима также был изгнан род Орсини.
Стефано Инфессура столетие спустя написал о трудных временах в Риме в ту пору:

В лето 1378, 16 июля, появились бретонские наёмные банды у Понте Саларо и тут же устроили римскому народу большую кровавую баню. Эти бретонцы появились по наущению кардиналов, находившихся в Ананьи. Папой же тогда стал Урбан VI. Он пробыл в Риме до мая, так как 29 апреля 1379 г. римляне одержали победу над бретонцами, перебив все население. Тогда же произошло возмущение в замке Ангела; римляне осаждали его с ноября 1378 г. до апреля 1379 г., когда замок сдался; римляне разрушили его столь основательно, что в течение многих лет там паслись козы.

Французский антипапа вынужден был отступить от стен Рима. В мае 1379 года Климент VII направился в Авиньон, где быстро воссоздал былую папскую администрацию и статус-кво последних 80 лет, снова отдав понтификат под власть французского короля. Брату французского короля герцогу герцогу Анжуйскому было обещано «королевство Адриа», которое собирались создать из папских владений Эмилии и Романьи.
Тем не менее, после отступления антипапы ситуация в Риме не улучшилась. Гнев горожан обратился на самого Урбана. Отношение римлян к Урбану стало ухудшаться. Новизна от возвращения папского престола из Авиньона сгладилась; вдобавок, это возвращение поселило в Риме не роскошь и богатство, а войну и разрушение. Казна Урбана была пуста, и он не мог тратить на город деньги; его характер также не способствовал популярности. Наконец, разгневанная толпа ворвалась в Ватикан и стала бегать по дворцу с обнажённым оружием в поисках папы. Но трусость не входила в число его пороков. Мятежники, ворвавшись в зал, увидели Урбана сидящим на троне в полном папском облачении и в митре. «Кого вы ищете?» спросил он их бесстрашно, в итоге толпа устыдилась, успокоилась и ушла. Примирение между толпой и папой в итоге стало последним общественным деянием св. Екатерины Сиенской.

### Борьба с Неаполем
В Риме грубость и неуравновешенность Урбана принимала всё более острые формы. Он содействовал вторжению в Южную Италию Лайоша Великого, короля Венгрии и Польши, а также начал борьбу с королевой Джованной Неаполитанской, отвернувшись от своей прежней покровительницы в конце лета 1378 года и объявив её врагом апостольской столицы, так как она поддерживала авиньонцев. Её кузен Карл Малый воспользовался поддержкой Урбана и сверг королеву с престола, убив её и украв её корону. В обмен за поддержку он обещал папе ряд земель, но когда Луи Анжуйский и Амадей VI Савойский вторглись в Неаполитанское королевство, он отказался выполнять своё обещание и обратился против Урбана.

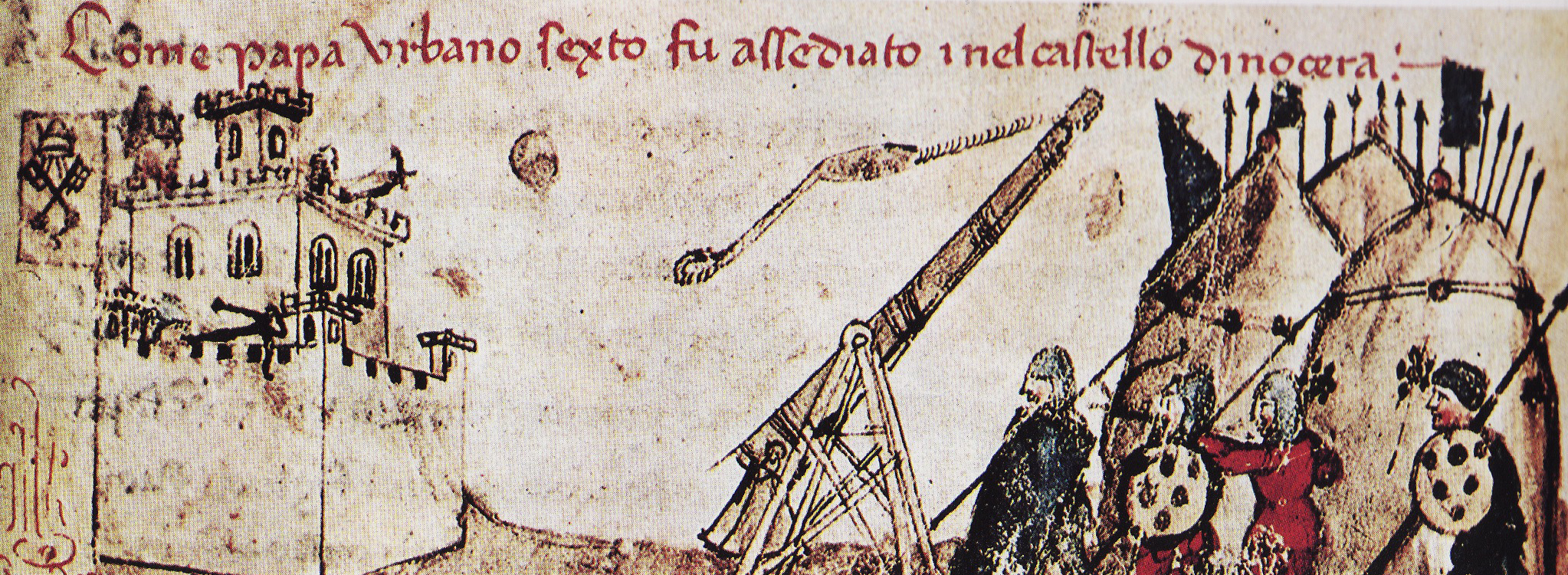
Урбан проклинает Карла Неаполитанского со стен Ночеры

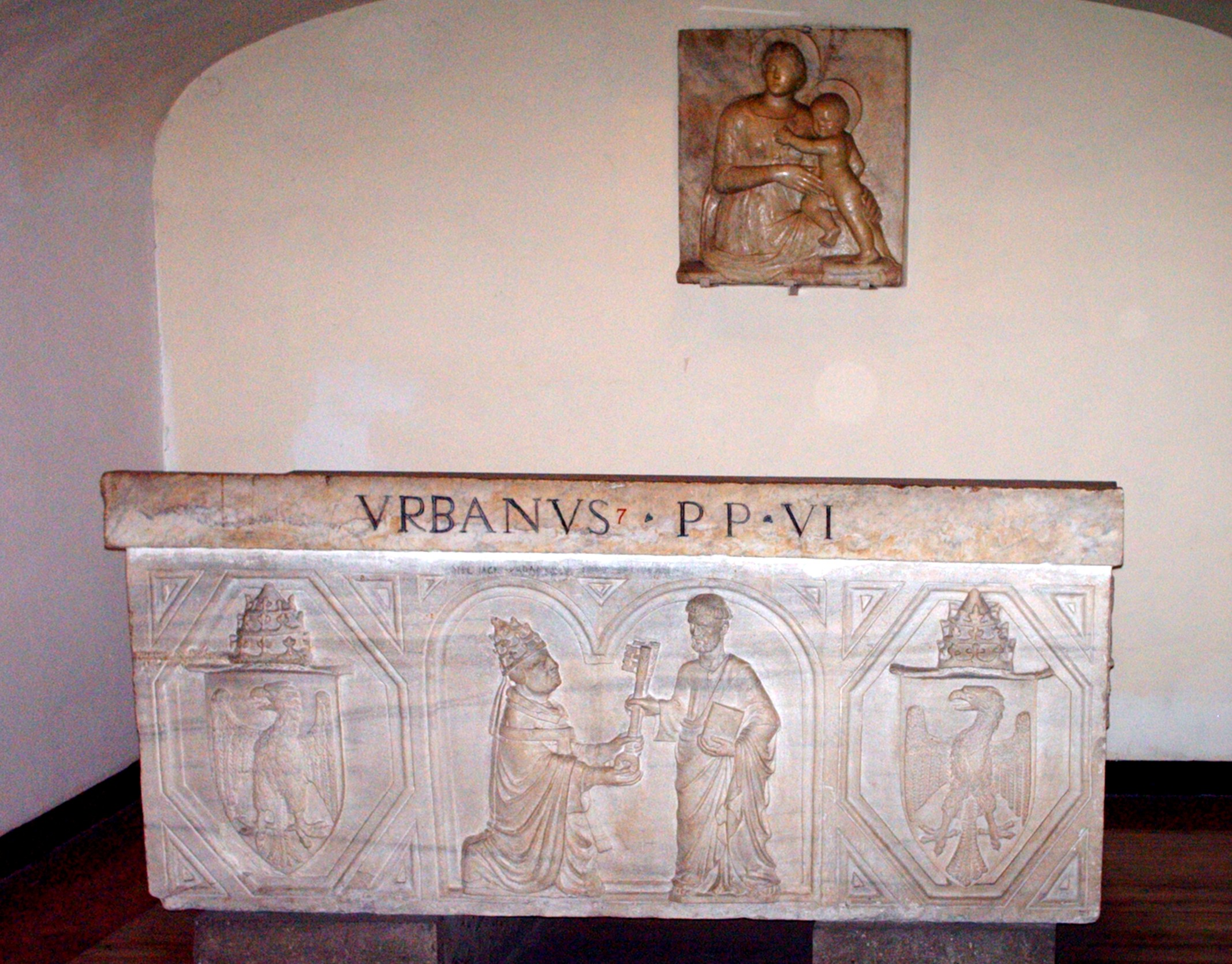
Саркофаг Урбана VI

Урбан 30 октября 1383 встретился для переговоров с Карлом в Аверсе, где тот захватил папу в плен, где тот был до смерти Луи 20 сентября 1384 года, когда ему вернули свободу. Затем в Ночера-Инферьоре состоялась попытка заговора в январе 1385 года шести кардиналов Джованни да Амелиа, Джентиле ди Сангро, Адама Истена, Людовико Донато, Бартоломео да Когорно и Мариано дель Джудиче, которые намеревались свергнуть Урбана VI с папского трона по причине его недееспособности. По приказу папы были арестованы, преданы пытке и убиты пять кардиналов-итальянцев — что было неслыханно в течение нескольких веков. Неаполитанские король и королева были отлучены от церкви как сообщники, поэтому король осадил Ночеру, со стен которой папа полгода слал ему анафемы. Оттуда наконец ему удалось сбежать в Геную благодаря помощи двух неаполитанских баронов и галерам, присланным дожем, причем арестованных кардиналов он увёз с собой и предал казни уже в Генуе. В числе казнённых были аббат монастыря в Монтекассино и епископ Аквилеи. К этому времени уже встречаются упоминания о сомнениях в его умственном здоровье. Согласно распространённой версии, следствие над этими кардиналами Урбан поручил своему новому приближённому, которым был знаменитый впоследствии Балтазар Косса.
В это время французам удалось захватить Неаполь. После убийства в Венгрии Карла Неаполитанского 24 февраля 1386 года, Урбан перебрался в Лукку в декабре того же года. За неаполитанскую корону принялись бороться сын покойного короля Владислав и сын Луи Анжуйского Луи II. Одновременно с этим, используя воцарившуюся анархию, Урбан пытался отдать Неаполь своему племяннику Франческо Приньяно. Он вернул под свой контроль Витербо и Перуджу.

### Возвращение в Рим и смерть
В августе 1387 г. Урбан объявил крестовый поход против Климента VII. Вплоть до августа 1388 г. он формировал в Перудже наёмное войско. В августе 1388 года он вышел из Перуджи с войском в 4 тыс. человек. Климент тем временем захватил Неаполь сам, а наёмники Урбана, не получив жалованья, разбежались. Для увеличения денежных поступлений Урбан провозгласил Юбилейный год в 1390 году, несмотря на то, что всего лишь 33 года прошло с предыдущего. Во время перехода он упал со своего мула (в Нарни) и добрался до Рима в раннем октябре 1388 года.
Разруха в Риме дошла до такой степени, что Урбану пришлось издать постановление, запрещавшее разбирать покинутые дворцы и церкви города на камни. Ему пришлось бороться с властью коммуны и восстанавливать папскую власть. Вскоре после этого он умер 15 октября 1389 года в возрасте 72-х лет, окружённый всеобщей ненавистью. Предположительно причиной смерти были повреждения от падения, но ходили слухи и об отравлении.

## Религиозная деятельность
- В 1389 Урбан VI установил новый богородичный праздник Посещения Девы Марии, который отмечается в Римско-католической церкви 2 июля.
- Издал буллу, предписывающую пользоваться только теми книгами, которые верно списаны с оригинала и не содержат ничего противоречащего догматам церкви.
- Перенёс Юбилейный год с каждых 50 лет на каждые 33 года.
- Издал буллу[9], адресованную шведским епископам от 13 декабря 1378 г. По сведениям буллы, во время русского нападения проливалась «кровь христиан» и «в ущерб католической вере, притесняемой этими русскими, были совершены грабежи и сожжения церквей…». Под «христианами» здесь подразумеваются шведы и давно обращённые в католичество финны. Урбан VI в своей булле поручил обоим шведским епископам в пределах их епархий призвать всех верных христиан к борьбе против русских — врагов католической религии.[10].
- 17 апреля 1388 года направил польскому королю Владиславу II Ягелло буллу, в которой признавал совершенным акт крещения по римскому обряду Великого Княжества Литовского[11]

## В культуре
- Упоминается во всех романах о Бальтазаре Коссе.
- Картины Джона Кольера: «Бокал вина Чезаре Борджиа и папы Урбана VI» (1893)[12] и Папа Урбан VI (1896).